# Democracia consensual
La democracia consensual es la aplicación de la decisión por consenso al proceso legislativo de una sentencia. Se caracteriza por una estructura de toma de decisiones a la que se llega mediante la concertación del mayor número posible de signos, lo que implica una transacción que no requiere votación. Este sistema intenta impedir que las opiniones minoritarias no sean tenidas en cuenta por sectores que tienen la seguridad de obtener un voto mayoritario. La democracia consensual implica también una mayor participación de los ciudadanos a nivel comunitario en el proceso de determinar la agenda política que satisfaga al grupo social así como en el propio proceso de toma de decisiones en su entorno político. Algunos estudiosos han destacado la influencia del desarrollo alcanzado en las tecnologías de la información y la comunicación para facilitar y promover este sistema de negociación y transacción.
La democracia de consenso está ilustrada en la práctica de algunos países de Europa Occidental, como son los casos de Suiza o Bélgica, en los cuales el consenso es una parte integral de la cultura política, sobre todo con el propósito de prevenir la preponderancia de un grupo lingüístico o cultural en el proceso político de la nación.
La democracia consensual o "democracia de consenso" es una variante de la democracia participativa.